# Friedenskirche Bad Tatzmannsdorf

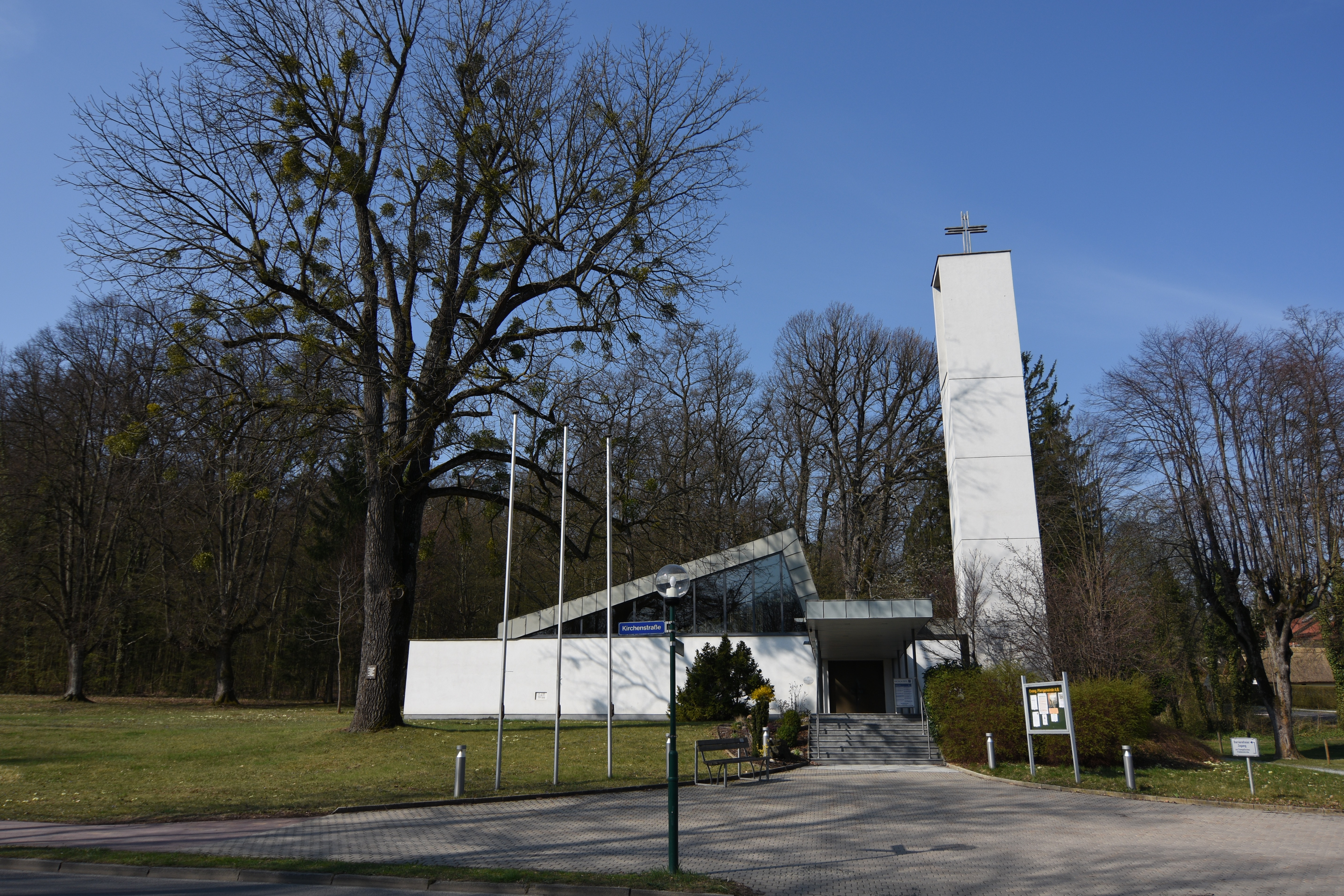
Evangelische Friedenskirche in Bad Tatzmannsdorf

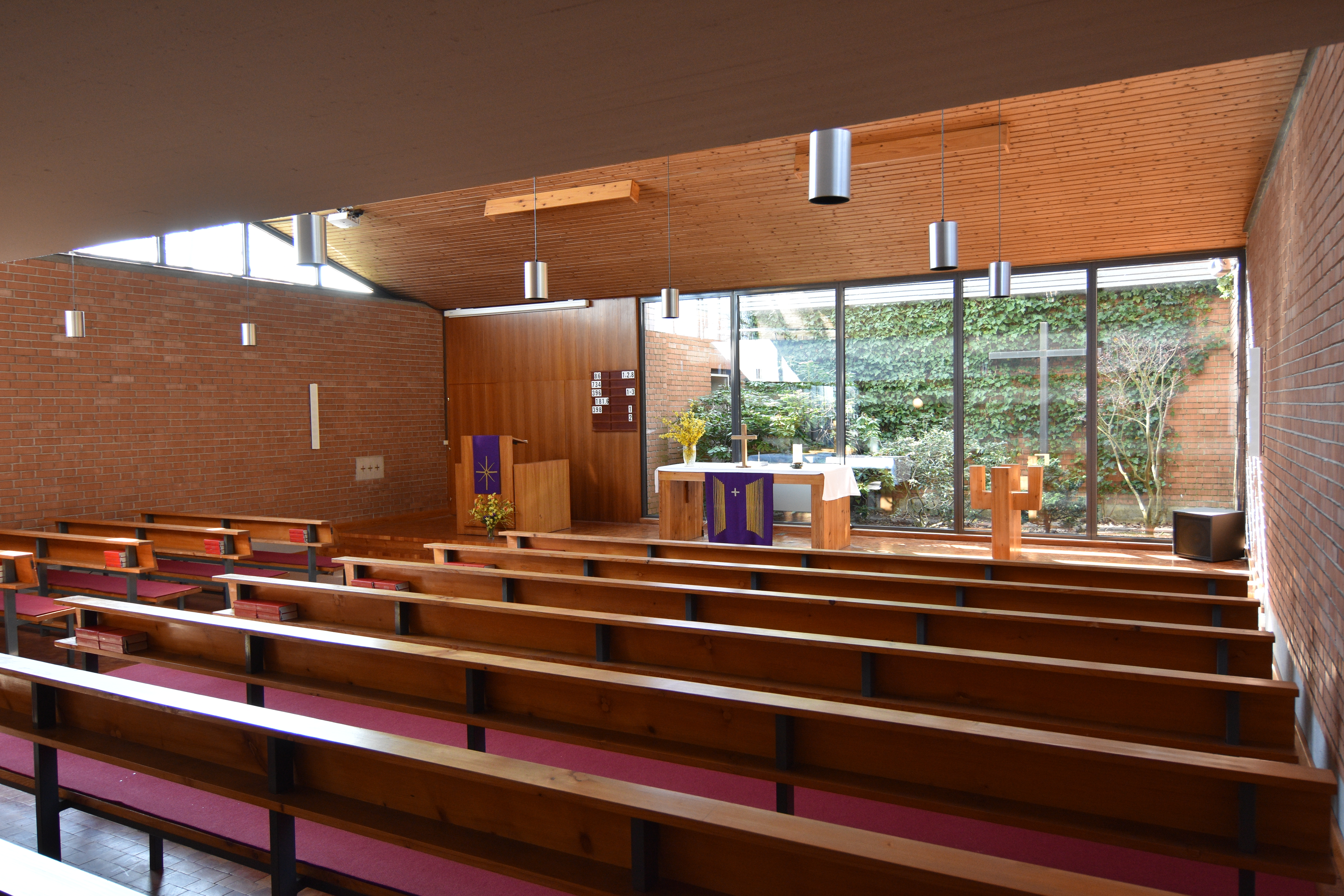
Langhaus, Blick zum Altar

Die Friedenskirche Bad Tatzmannsdorf steht in der Gemeinde Bad Tatzmannsdorf im Bezirk Oberwart im Burgenland. Die auf Friedenskirche benannte evangelisch-lutherische Pfarrkirche gehört zur Evangelischen Superintendentur A. B. Burgenland der Evangelischen Kirche A.B. in Österreich.

## Beschreibung
Die Kirche wurde nach den Plänen der Architekten Charlotte und Karl Pfeiler erbaut und am 20. Oktober 1968 eingeweiht.
Die Orgel baute die Oberösterreichische Orgelbauanstalt 1971. Die drei Glocken aus 1921 (?) wurden von der evangelischen Gemeinde Enzweihingen nahe Stuttgart hierher übertragen.